# 弘大入口駅
弘大入口駅（ホンデイックえき）は、大韓民国ソウル特別市麻浦区東橋洞にあるソウル交通公社と空港鉄道（A'REX）、および韓国鉄道公社（KORAIL）の駅。
駅名は近隣に所在する弘益大学校にちなむ。

## 乗り入れ路線
ソウル交通公社の2号線、空港鉄道の仁川国際空港鉄道、韓国鉄道公社の京義・中央線が乗り入れ、相互間の接続駅となっている。
韓国鉄道公社の駅に乗り入れている路線は正式な所属路線は龍山線だが、京義・中央線の一部区間として旅客輸送がなされているため、駅では基本的に「京義・中央線」として案内表示がされている。
首都圏電鉄には駅番号が導入されており、2号線は「239」、空港鉄道は「A03」、京義・中央線は「K314」の駅番号が付与されている。

## 歴史
- 1983年6月30日 - 駅名を東橋駅（동교역）に確定[1]。
- 1984年
  - 5月18日 - 駅名を弘大入口駅に変更[2]。
  - 5月22日 - ソウル特別市地下鉄公社（当時）2号線の駅が開業[3]。
- 1996年12月31日 - 合井駅 - 堂山駅に架かる堂山鉄橋（漢江に掛かる鉄道用橋梁）で欠陥が発覚したため、同日の午後11時より橋梁の架け替え工事を実施。しばらくの間営業を休止した。期間中はこの駅から堂山駅まで代行バスが運転された。なお、合井駅に臨時の折り返し設備が作られたが、新村駅方面からの半数程度の列車はこの駅で折り返していた[4][5][6]。
- 1999年11月22日 - 2代目堂山鉄橋の開通により、2号線は全線での運転を再開[7]。
- 2005年1月1日 - ソウル特別市地下鉄公社がソウルメトロに改称、2号線はソウルメトロの駅となる。
- 2006年4月25日 - KORAIL空港鉄道の建設のため、3番出入口・4番出入口を閉鎖。
- 2007年7月 - 2号線のホームにおいてホームドア稼働開始。
- 2010年12月29日  - KORAIL空港鉄道の駅が開業[8]。
- 2012年12月15日 - 京義電鉄線（龍山線）の駅が開業[9]。
- 2017年5月31日 - ソウルメトロとソウル特別市都市鉄道公社が統合され、2号線はソウル交通公社の駅となる[10]。

## 駅構造

### ソウル交通公社
ホーム階は地下2階で、島式ホーム1面2線を有する。フルスクリーンタイプのホームドアが設置されている。
改札階は地下1階である。改札口は南西寄りと北東寄りの2ヶ所あり、北東寄りの改札のみホームへの連絡エレベーターが設置されている。化粧室は改札外にある。
出入口は1番から4番出口と8・9番の計6ヶ所ある。開業当初は1番から6番までの6ヶ所あったが、仁川国際空港鉄道の建設工事の関係で旧3番出入口と旧4番出入口は2006年4月25日に閉鎖された。同時に旧5番出入口は4番出入口に、旧6番出入口は5番出入口に変更された。仁川国際空港鉄道の駅の開業時に3番出入口を再開設し、閉鎖された旧4番出口も再開設したが8番出口に、5番出入口が9番出入口に変更された。

#### のりば
案内上ののりば番号は設定されていない。 
| 内回り | 2号線 | 忠正路・市庁・乙支路3街・東大門歴史文化公園方面 |
| 外回り | 2号線 | 合井・堂山・永登浦区庁・新道林方面              |

### 空港鉄道
仁川国際空港鉄道のホームは京義・中央線ホームと上下で並行しており、仁川国際空港鉄道のホーム・改札階は下段部に位置する。
ホーム階は地下4階で、相対式ホーム2面2線を有する。フルスクリーンタイプのホームドアが設置されている。
改札階は地下3階にあり、改札口は南東寄りと北西寄りの2ヶ所ある。2つの改札外にそれぞれ化粧室が設置されている。2号線や京義・中央線に乗り換える場合は連絡改札を通る必要がある。出入口は5番-7番の計3ヶ所ある。

#### のりば
案内上ののりば番号は設定されていない。 
| 上り | 仁川国際空港鉄道 | 孔徳・ソウル方面                                               |
| 下り | 仁川国際空港鉄道 | 金浦空港・仁川国際空港1ターミナル・仁川国際空港2ターミナル方面 |

### 韓国鉄道公社
京義・中央線のホームは仁川国際空港鉄道ホームと上下で並行しており、京義・中央線のホーム・改札階は上段部に位置する。
ホーム階は地下1階で、相対式ホーム2面2線を有する。フルスクリーンタイプのホームドアが設置されている。
改札階は地下1階で、改札口は上下ホーム別々で設置されている。そのため両ホームを行き来する場合は乗り換え通路方面の階段を下る必要がある。

#### のりば
| 1 | 京義・中央線 | デジタルメディアシティ・一山・文山方面 |
| 2 | 京義・中央線 | 孔徳・龍山・龍門方面                   |

## 利用状況
近年の一日平均利用人員推移は下記のとおり。
| 路線         | 路線     | 2000年  | 2001年  | 2002年  | 2003年  | 2004年  | 2005年  | 2006年  | 2007年 | 2008年  | 2009年  | 出典   |
| ------------ | -------- | ------- | ------- | ------- | ------- | ------- | ------- | ------- | ------ | ------- | ------- | ------ |
| 2号線        | 乗車人員 | 43,060  | 40,803  | 41,096  | 41,663  | 44,052  | 45,770  | 46,456  | 47,892 | 50,820  | 52,782  | [ 12 ] |
| 2号線        | 降車人員 | 43,931  | 42,364  | 42,605  | 43,333  | 45,750  | 47,381  | 48,169  | 49,965 | 53,447  | 55,262  | [ 12 ] |
| 2号線        | 乗降人員 | 86,991  | 83,167  | 83,700  | 84,996  | 89,802  | 93,150  | 94,625  | 97,857 | 104,267 | 108,044 | [ 12 ] |
| 路線         | 路線     | 2010年  | 2011年  | 2012年  | 2013年  | 2014年  | 2015年  | 2016年  | 出典   |         |         |        |
| 京義・中央線 | 乗車人員 | 未開通  | 未開通  | 1,829   | 1,967   | 2,808   | 5,326   | 5,807   | [ 13 ] |         |         |        |
| 京義・中央線 | 降車人員 | 未開通  | 未開通  | 1,719   | 2,180   | 3,118   | 5,678   | 6,233   | [ 13 ] |         |         |        |
| 2号線        | 乗車人員 | 55,139  | 60,699  | 62,695  | 66,699  | 72,686  | 73,586  | 76,882  | [ 12 ] |         |         |        |
| 2号線        | 降車人員 | 58,412  | 63,142  | 64,299  | 70,320  | 77,563  | 78,731  | 82,142  | [ 12 ] |         |         |        |
| 2号線        | 乗降人員 | 113,551 | 123,841 | 126,994 | 137,019 | 150,249 | 152,317 | 159,024 | [ 12 ] |         |         |        |
| 空港鉄道     | 乗車人員 | 2,665   | 5,737   | 14,224  | 19,458  | 22,247  |         |         | [ 14 ] |         |         |        |
| 空港鉄道     | 降車人員 | 6,471   | 6,654   | 17,260  | 21,051  | 23,953  |         |         | [ 14 ] |         |         |        |

## 駅周辺
「弘大」も参照

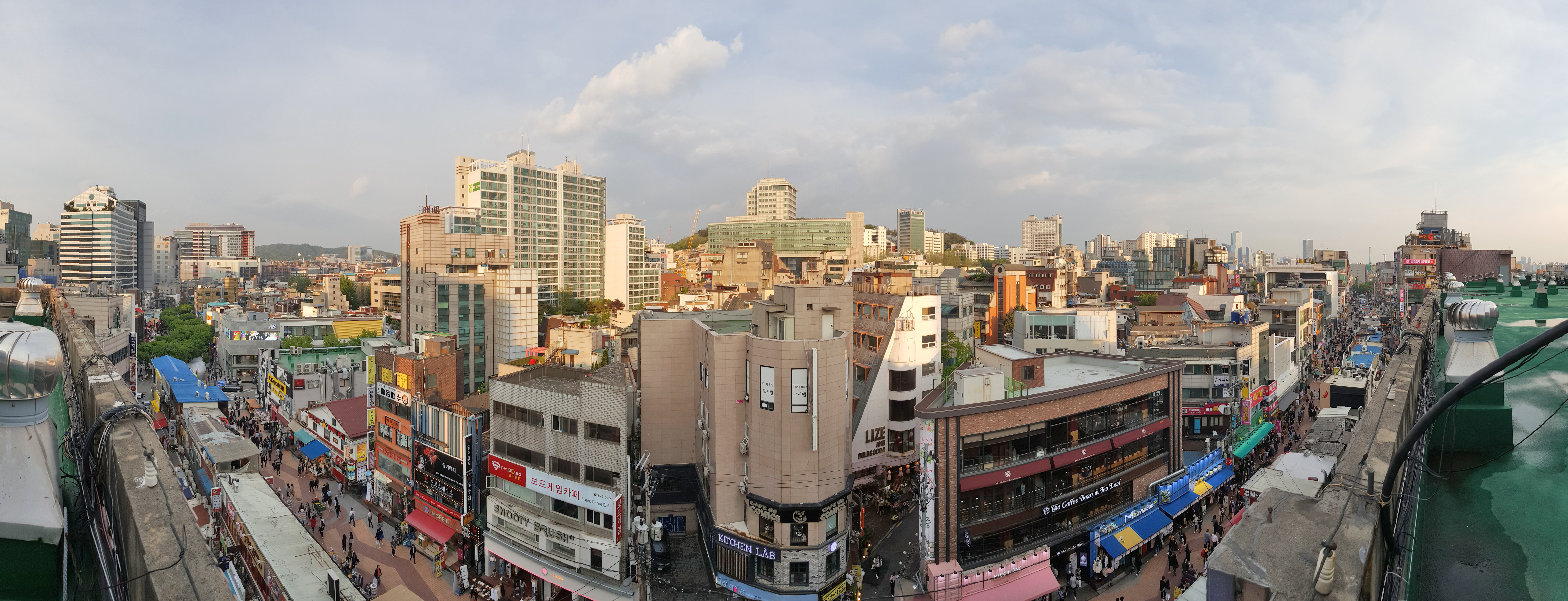
弘大の街全景

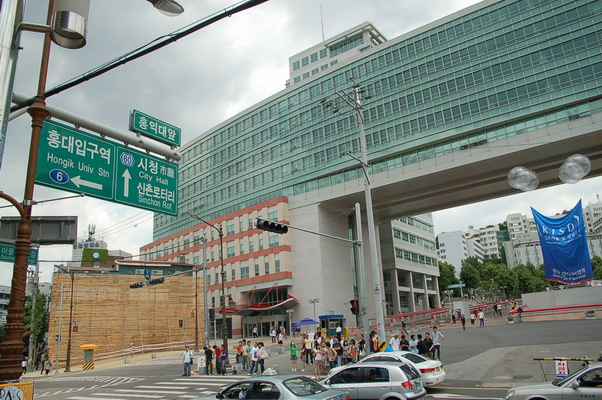
弘益大学校

駅周辺の商圏は弘大前や弘大と呼ばれており、ソウルの主要商圏の一つである。アート系の学生や若者が集まりクラブやライブハウスなどが建つ繁華街である。
- ワイズパーク 弘大店
- カトリック大学校大学院・社会教育院
- 景城中・高等学校（朝鮮語版）
- 麻浦生涯学習館（朝鮮語版）
- 西橋洞（朝鮮語版）行政福祉センター
- 西橋洞 住民センター
- 西橋市場
- KQエンターテインメント
- ソウル西橋初等学校（朝鮮語版）
- 弘益大学校
- ロッテシネマ弘大
- ブックスリブロ弘大店
- LOHB's（朝鮮語版）弘大店・弘大駅店
- AK&弘大店（朝鮮語版）
  - CHCICOR AK&弘大店（朝鮮語版）
  - ホリデイ・インエクスプレスソウルホンデ
  - アニメイト KOREA main store ホンデ
- EX:T弘大（朝鮮語版）
  - 永豊文庫弘大
- パラダイステル
- KT新村支社
- 韓国特許情報院（朝鮮語版）
- 現代キャピタル（朝鮮語版）
- 東方社会福祉会
- 東橋洞三ゴリ（三叉路）
- 東橋洞
- ウィッチェンタリ子供公園
- 東橋治安センター
- 未来プラザ
- 企業銀行
- LGパレス
- フルジオ
- ホテル西橋
- 戦争と女性の人権博物館
- NANTA弘大劇場
- 金大中 図書館
- らしんばん

## 隣の駅
ソウル交通公社
 2号線
合井駅 (238) - 弘大入口駅 (239) - 新村駅 (240)
空港鉄道
 仁川国際空港鉄道
直通
通過
一般（各駅停車）
孔徳駅 (A02) -  弘大入口駅 (A04) - デジタルメディアシティ駅 (A04)
韓国鉄道公社
 京義・中央線
龍山急行
デジタルメディアシティ駅 (K316) - 弘大入口駅 (K314) - 孔徳駅 (K312)
中央急行・緩行
加佐駅 (K315) - 弘大入口駅 (K314) - 西江大駅 (K313)